# Festival Bachikh
 (juin 2025).
Le Festival Bachikh est un festival culturel et un rituel traditionnel pratiqué principalement par la communauté amazighe des Senhaja Sraïr, dans la région du Rif au nord du Maroc. Ce festival est associé à la célébration du Nouvel An amazigh (Yennayer) et vise à invoquer la fertilité, la prospérité ainsi que la cohésion sociale à travers la musique, la danse et la poésie orale.

## Signification culturelle
Bachikh représente un marqueur fort de l’identité culturelle des Senhaja Sraïr. Il contribue à la préservation et à la valorisation du dialecte tasenhajit ainsi que des traditions orales et musicales locales. Le festival permet également de renforcer les liens communautaires par des rituels collectifs et des moments festifs.

## Déroulement du festival
Le festival Bachikh se déroule généralement autour du Nouvel An amazigh, vers le 12 ou 13 janvier, marquant le début du cycle agricole. Les festivités comprennent :
- Des performances publiques de chants et danses traditionnels Bachikh

- Des expositions d’artisanat et d’art amazigh

- Des conférences et débats sur l’identité et le patrimoine amazigh

- Des repas communautaires et des rencontres sociales

L’Association Amazighs de Senhaja du Rif organise et soutient ces manifestations culturelles, jouant un rôle important dans la promotion et la sauvegarde du patrimoine des Senhaja Sraïr.